# Rhyacia psammia
Rhyacia psammia là một loài bướm đêm trong họ Noctuidae.